# Der Junge von St. Pauli
Der Junge von St. Pauli ist das 20. Studioalbum des österreichischen Schlagersängers Freddy Quinn, das 1970 im Musiklabel Polydor (Nummer 2371 013) erschien. Es konnte sich nicht in den deutschen Albumcharts platzieren. Das gleichnamige Lied wurde als Single produziert, konnte sich jedoch auch nicht in den Charts platzieren.

## Titelliste
Das Album beinhaltet folgende zwölf Titel:
- Seite 1

1. Der Junge von St. Pauli
2. The Washington-Bar-Song (im Original als Cigarettes, Whiskey And Wild, Wild Women von The Sons of the Pioneers, 1947[3])
3. Das große Ding
4. Ich kann mir das ja leisten
5. Triumph ist die Seele vom Spiel
6. Die Stadt am Strom

- Seite 2

1. St. Pauli ist für alle da
2. Lasst die Blumen Sprechen
3. Lasst den Sonnenschein herein
4. Lütt un Lütt
5. In Hamburg
6. Du musst mal wieder nach St. Pauli geh’n (im Original von Richard Germer, 1958[4])